# Esquirol amazònic meridional
L'esquirol amazònic meridional (Hadrosciurus spadiceus) és una espècie de rosegador de la família dels esciúrids. Viu a Bolívia, el Brasil, Colòmbia, l'Equador i el Perú. S'alimenta de núcules grosses d'endocarpi gruixut. El seu hàbitat natural són els boscos de plana de la conca amazònica fins al peu dels Andes. Està amenaçat per la caça i la fragmentació del seu entorn.